# Подградина (Сливно)
Подградина је насељено место у саставу општине Сливно, Дубровачко-неретванска жупанија, Република Хрватска.

## Историја
До територијалне реорганизације у Хрватској налазила се у саставу старе општине Метковић.

## Становништво
На попису становништва 2011. године, Подградина је имала 227 становника.
| Број становника по пописима | Број становника по пописима | Број становника по пописима | Број становника по пописима | Број становника по пописима | Број становника по пописима | Број становника по пописима | Број становника по пописима | Број становника по пописима | Број становника по пописима | Број становника по пописима | Број становника по пописима | Број становника по пописима | Број становника по пописима | Број становника по пописима | Број становника по пописима |
| --------------------------- | --------------------------- | --------------------------- | --------------------------- | --------------------------- | --------------------------- | --------------------------- | --------------------------- | --------------------------- | --------------------------- | --------------------------- | --------------------------- | --------------------------- | --------------------------- | --------------------------- | --------------------------- |
| 1857                        | 1869                        | 1880                        | 1890                        | 1900                        | 1910                        | 1921                        | 1931                        | 1948                        | 1953                        | 1961                        | 1971                        | 1981                        | 1991                        | 2001                        | 2011                        |
| 0                           | 0                           | 449                         | 517                         | 603                         | 718                         | 0                           | 823                         | 930                         | 926                         | 866                         | 782                         | 511                         | 382                         | 314                         | 227                         |

Напомена: У 1981. повећано припајањем насеља Главице које је престало да постоји. За то бивше насеље садржи податке до 1971. У 1991. издвојен је део подручја и формирано је насеље Бук-Влака (град Опузен) заједно са делом подручја насеља Опузен (град Опузен) и делом насеља Сливно Равно. У 1857, 1869.. и 1921. подаци су садржани у насељу Сливно Равно, као и део података у 1880, 1890. и 1931. У 2001. смањено издвајањем насеља Завала.

### Попис1991.
На попису становништва 1991. године, насељено место Подградина је имало 382 становника, следећег националног састава:
| Попис 1991.‍  | Попис 1991.‍  | Попис 1991.‍ | Попис 1991.‍ | Попис 1991.‍ |
| ------------ | ------------ | ----------- | ----------- | ----------- |
|              |              |             |             |             |
| Хрвати       | Хрвати       |             | 353         | 92,40%      |
| Срби         | Срби         |             | 9           | 2,35%       |
| Југословени  | Југословени  |             | 4           | 1,04%       |
| Муслимани    | Муслимани    |             | 4           | 1,04%       |
| Словенци     | Словенци     |             | 1           | 0,26%       |
| неопредељени | неопредељени |             | 10          | 2,61%       |
| регион. опр. | регион. опр. |             | 1           | 0,26%       |
| укупно: 382  |              |             |             |             |